# Heterogonium calcicola
Heterogonium calcicola là một loài dương xỉ trong họ Tectariaceae. Loài này được K. Iwats. & M. Kato mô tả khoa học đầu tiên năm 1983.
Danh pháp khoa học của loài này chưa được làm sáng tỏ. 